# Stieltupfer
Stieltupfer oder Stielchen bezeichnet einen in eine Fasszange eingespannten Tupfer.

## Funktion
Damit kann beim Blutstillen sehr präzise getupft werden, ohne (durch dicke Finger) das Sichtfeld zu sehr einzuschränken oder die Hände zu gefährden (wegen Anwesenheit schneidender Instrumente). Das „Stielchen“ ist meistens eine sehr lange Pinzette/Fasszange, dadurch kann man auch in großer Tiefe präzise arbeiten. Diese Tupfer werden in der Regel nur einmal verwendet und danach (vom Instrumentierenden) ausgetauscht.

## Atraumatisches Operieren
Außerdem muss man bedenken, dass Blutstillung nur mit trockenen Tupfern möglich ist, auf der anderen Seite jedoch der trockene Tupfer sofort mit Peritoneum verklebt und diese empfindliche Haut traumatisiert. Deswegen ist es sehr sinnvoll, einen Tupfer zu verwenden, der möglichst der Größe des zu betupfenden Areals angepasst ist.

## Besonderheiten
In Deutschland dürfen seit 2001 nur noch radiologisch markierte Tupfer verwendet werden, das gilt auch (obwohl eingespannt) für das Stielchen. Dazu werden in alle Tupfer und Tücher Kontrastfäden eingewoben, die auf Röntgenbildern sofort auffallen. So kann der Operateur bei Verdacht ohne „wieder aufzumachen“ kontrollieren, ob ein Tupfer oder Instrument im Körper verblieben ist, außerdem kann bei postoperativen Komplikationen die Ursache so leichter ermittelt werden.